# Planeta trojańska

W punktach Lagrange'a L_{4} i L_{5} na orbicie masywnej planety mogą utrzymywać się mniejsze ciała.

Planeta trojańska – hipotetyczna planeta pozasłoneczna, krążąca wokół gwiazdy po tej samej (lub bardzo zbliżonej) orbicie co inne, masywniejsze ciało (gazowy olbrzym, brązowy karzeł lub nawet mniejsza gwiazda), w pobliżu punktu libracyjnego L4 lub L5 na jego orbicie. Planety te nazwano przez analogię do planetoid trojańskich w Układzie Słonecznym, dzielących orbity z niektórymi planetami. One z kolei zostały nazwane na cześć bohaterów wojny trojańskiej.

## Przewidywania
Z teoretycznego punktu widzenia, w niektórych pozasłonecznych układach planetarnych możliwe jest istnienie ciał o masie planety, w punktach libracyjnych masywnych gazowych olbrzymów. Silnym ograniczeniem na stabilność orbity takiego ciała jest ekscentryczność (spłaszczenie) orbity olbrzyma; planety o orbitach prawie kołowych mają największą szansę na posiadanie trojańczyków.
Jak dotąd nie odkryto żadnych planet tego typu; ich odnalezienie będzie zapewne niezwykle trudne. Gdyby jednak taka planeta towarzyszyła gazowemu olbrzymowi, który tranzytuje przed tarczą gwiazdy, jej odkrycie mogłoby być możliwe. Pociemnieniu blasku gwiazdy związanemu z tranzytem olbrzyma towarzyszyłby wtedy dużo słabszy spadek blasku, przy przejściu planety trojańskiej.

### Życie w układzie z planetą trojańską
Olbrzym krążący w ekosferze gwiazdy uniemożliwia powstanie planet typu ziemskiego w jej dużej części, gdyż jego oddziaływanie grawitacyjne zaburza orbity planetozymali. Jeżeli jednak jest on dość masywny, to może posiadać duże księżyce, a także utrzymać na swojej orbicie planety trojańskie. Daje to szansę na istnienie potencjalnych siedlisk życia również w takich systemach. Jednym z obiecujących systemów jest układ HD 28185, w którym masywny gazowy olbrzym HD 28185 b krąży po kołowej orbicie blisko wewnętrznego skraju ekosfery.

## W Układzie Słonecznym
W początkowych etapach tworzenia się Układu Słonecznego mogło w nim istnieć kilka planet trojańskich. Według teorii wielkiego zderzenia, w jednym z punktów Lagrange'a na orbicie tworzącej się Ziemi, uformowała się protoplaneta Thea, zbliżona masą do Marsa. Późniejsze zderzenie tego ciała z proto-Ziemią zmieniło jej orbitę i nachylenie oraz utworzyło Księżyc.